# ته کوپر
ته کوپر (انگلیسی: Te'a Cooper؛ زادهٔ ۱۶ آوریل ۱۹۹۷) بازیکن بسکتبال اهل ایالات متحده آمریکا است.
از باشگاه‌هایی که در آن بازی کرده‌است می‌توان به فینکس مرکوری اشاره کرد.